# Barajul Bezid
Lacul de acumulare Bezid este situat la vest de Munții Gurghiu și a Subcarpaților Transilvaniei din România. El este amplasat la altitudinea de 350 m deasupra n.m. având coordonatele geografice 46°25′3″N 24°52′42″E / 46.41750°N 24.87833°E. 

## Istoric
Lucrările pentru construirea barajului au început în 1975 și au fost terminate în 1989, când toate casele și biserica din satul Bezidu Nou au fost scufundate. Localitatea (a nu se confunda cu actualul sat Bezid din apropiere) cuprindea 180 de case adăpostind o comunitate unică din punct de vedere istoric și religios, sabatarienii, alături de familii de diferite naționalități și confesiuni. În urma relocării, majoritatea locuitorilor din Bezidu Nou s-au mutat în localitatea Sângeorgiu de Pădure.

## Date geografice
Lacul de acumulare este situat  în zona colinară de pe versantul stâng a râului Târnava Mică, la aproximativ 2 km de localitatea Sângeorgiu de Pădure și aproximativ 42 km de municipiul Târgu-Mureș. A luat ființă prin construirea unui baraj în valea pârâului Cușmed, la 1,5 km amonte de confluența acestuia cu râul Târnava Mică.
Pârâul Cușmed este afluentul cu cel mai mare aport de debit din bazinul hidrografic al râului Tîrnava Mică, cu un bazin hidrografic de 157 km2, 56 km de cursuri de apă cu caracter permanent, o pantă medie cuprinsă între 11– 62o/oo și regim de curgere a apelor torential, în anumite perioade ale anului.
Pe cuprinsul bazinului hidrografic aferent acumulării Bezid, sunt localizate patru localități rurale: Cușmed, Atid și Crișeni pe valea Cușmedului, respectiv Bezid pe valea pârâului cu același nume. Ocupațiile tradiționale sunt agricultura, creșterea animalelor și exploatarea lemnului, neexistând unități industriale sau agro-zootehnice mari, cu impact impurificator semnificativ, asupra lacului de acumulare.

## Caracteristici  geomorfologice  ale  bazinului  hidrografic  Cușmed
În zona periferică, de apogeu a bazinului hidrografic, formațiunile geologice predominante sunt reprezentate prin piroclastite andezitice, în aceeași zonă, în stratul următor de profunzime găsindu-se argile marnoase-calcaroase cu intercalații de nisipuri.
Bentalul pietros-bolovănos al pârâului Cușmed și al principalilor afluenți, indică absența unor formațiuni de conglomerate cu martori de diferite proveniențe (cristalină, vulcanică și sedimentară).
Din analizele geologice efectuate în zona barajului și pe cuprinsul cuvetei lacului de acumulare, rezultă că formațiunile geologice sunt de vârstă Cuaternară și Pliocenă.
Cuaternarul este reprezentat prin depozite aluviale, deluviale și proluviale.
Depozitele aluviale apar în lunca pârâului Cușmed și prezintă o stratificare în cadrul căreia la suprafață, pe grosimi de 2,5 – 4,0 m, se află un strat continuu de argilă, argilă nisipoasă și argilă prăfoasă, de culoare gălbuie-cafenie.
Depozitele deluviale se întâlnesc pe ambii versanți și pe văi și sunt constituite din argilă, argilă-prăfoasă și argilă nisipoasă, gălbui roșcate. Grosimea deluviului variază între 1,0 – 4,0 m.
Depozitele proluviale se găsesc numai în versantul drept sub formațiunile argiloase deluviale și sunt alcătuite din nisip fin și nisip prăfos cu fragmente colțuroase de gresie dură, cuarțitică, până la adâncimi de 4,5 – 7,0 m.
Pliocenul formează roca de bază și este constituită dintr-o succesiune repetată de argile marnoase cu nisipuri și intercalații subțiri de gresie. /4.p.1-3/

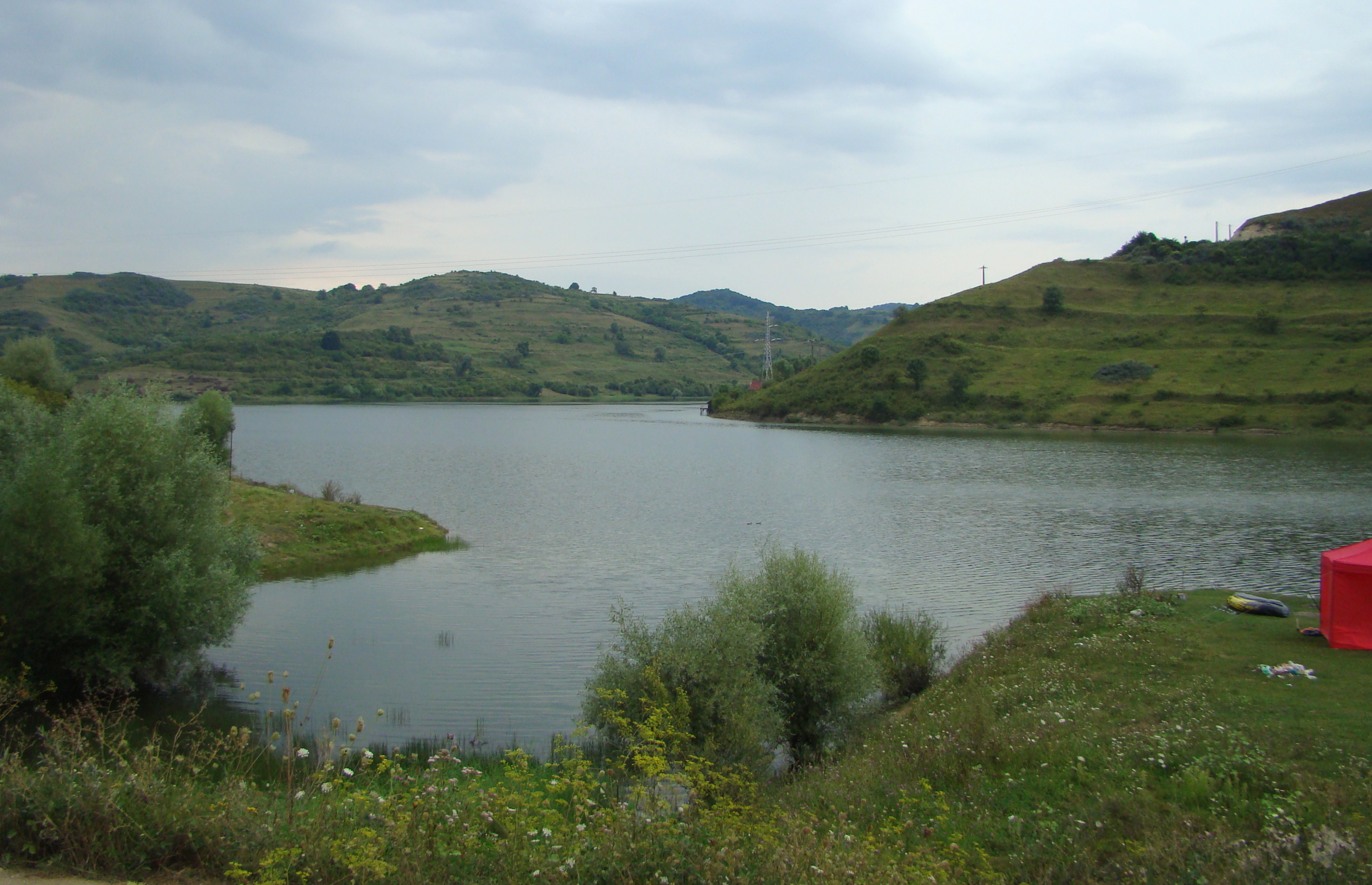
Lacul de acumulare Bezid (august 2020)

## Date ecologice și biochimice
Trebuie amintit că regimul hidrochimic al lacurilor de baraj, cu rol adeseori determinant în desfășurarea unor variate fenomene bio-ecologice, este rezultatul chimismului afluenților, modificările introduse prin alterarea substratului geologic și pedologic al cuvetei, la care se adaugă și procesele biologice care se desfășoară în masa de apă și la interfața apă-sedimente. 
În cazul acumulării BEZID, din substratul geologic al cuvetei, respectiv din concrețiunile grezoase-nisipoase cu lianți calcaroși se pot solubiliza elemente ca Fe și Mn, iar din formațiunile marnoase, azotiți, sulfați și sulfiți. Dar, intensitatea fenomenelor de levigare chimică a substratului geologic al cuvetei, este redusă în majoritatea cazurilor, datorită de regulă suprafeței mici de contact dintre apă și roca de bază aproape total acoperită, în timp relativ scurt, de sedimente. Levigare mai pronunțată este posibilă doar în primele faze ale inundării, sau în cazul în care cuveta lacustră este alcătuită din roci sedimentare, organogene sau de precipitație chimică, când transferul ionilor este mult mai accentuat.
De amintit, că înainte de data declanșării fazei de umplere a acumulării Bezid (1992) suprafața inundată (devenită cuveta lacului pentru cota N.N.R.), avea următoarea configurație din punct de vedere al folosințelor : total teren: 184,0 ha (100%) din care arabil 118,74 ha (64,5%), fâneață 19,29 ha (10,4%), livadă 1,39 ha (0,8 %), alte terenuri (vatra satului Bezidul Nou, drumuri, albie p. Cușmed) 44,57 ha (24,2%).

## Caracteristici generale ale  barajului
Deschiderea șantierului a avut loc în anul 1975, lucrările au fost sistate în 1977, fiind reluate în anul 1984. Punerea în funcțiune a lucrărilor și realizarea indicatorilor s-au finaliza în anii 1988–1989. Acumularea se încadrează în clasa a II-a de importanță, corespunzător obiectivului de apărat și scopului propus, respectiv apărarea împotriva inundațiilor a zonelor din aval și a orașului Tîrnăveni. De remarcat faptul că atât în perioada respectivă cât și după umplere, au existat mari divergențe de opinie referitoare la utilitatea acumulării, fiind contrapuse două argumente majore: utilitatea acumulării din punct de vedere al atenuării viiturilor și realizarea unei rezerve majore de apă, respectiv consecințele socio-umane ale inundării localității Bezidul Nou.

## Rolul barajului
Acumularea BEZID a fost dimensionată și realizată cu scop complex, pentru atenuarea undelor de viitură frecvente pe pârâul CUȘMED și pentru alimentarea cu apă industrială și potabilă a orașului Tîrnăveni. Lacul a fost realizat la capacitatea totală de 31 milioane m3, obținându-se în aval efecte deosebit de importante pentru dezvoltarea economico-socială a zonei limitrofe Tîrnavei Mici:
– se asigură sporirea debitului de apă captată în orașul Tîrnăveni, de la 0,4 mc/s la 2 mc/s cu asigurarea de 97%;
– împreună cu acumularea nepermanentă Bălăușeri și îndiguirea orașului Tîrnăveni, se apără contra inundațiilor orașul și platforma sa industrială;
– asigură instalarea unei microhidrocentrale  de 60 kW putere și 0,7 Gwh producție de energie;

## Caracteristici hidrologice
Volumul total al acumulării BEZID este de 31 mil.m3 de apă, din care:
– 14 mil.m3 volum util (Vu) pentru alimentare cu apă și folosințe hidroenergetice;
– 16 mil.m3 volum necesar pentru atenuare și protecție;
– 1 mil.m3 volum mort (Vm).
În vederea combaterii inundațiilor și pentru reținerea viiturilor, barajul poate stoca 16 mil.m3 de apă între N.N.R. și nivelul maxim la asigurarea de 0,1%.
Suprafața bazinului de recepție controlat de baraj este de 148 km2 (din totalul de 157 km2, barajul fiind amplasat la cca. 1,5 km de confluența pârâului Cușmed cu Tîrnava Mică.

## Caracteristici constructive
Lungimea barajului la coronament, este de 670 m, cu o lățime a coronamentului de 5 m.
Ansamblul golire de fund – priză este amplasat în corpul barajului sub cota tălpii fundației (346 mMB), spre versantul drept. Pentru siguranța și protecția barajului, s-a prevăzut un descărcător de ape mari, amplasat pe versantul drept, parțial în umărul drept al barajului. Descărcătorul este deschis și a fost dimensionat pentru evacuarea debitelor maxime atenuate la asigurarea de 1% (18 m3/s) și asigurarea de 0,1% (182 m3/s).
Aval de barajul Bezid, albia pârâului Cușmed a fost amenajată local în zonele cu taluze prăbușite, prin protecție cu piatră, iar în rest s-a prevăzut o protecție vegetală. Calibrarea albiei s-a efectuat la debitul de 1%, atenuat prin acumulare (corespunzător clasei de importanță a obiectivelor din zonă). /6.p.3-6/

## Modul acumulării apei în lac
Regimul de funcționare al acumulării este dictat de debitul afluent. Regimul normal de funcționare se instituie când nivelul apei se menține la cota de 366,0 mMB, cu ecart de variație de +/- 0,5 m (NNR), caz în care Vm + Vu = 1 + 14 = 15 mil.m3.
Organele abilitate stabilesc decizia de gospodărire a apelor în condițiile normale și în cazurile speciale, în funcție de informațiile operative asupra datelor de bază dinamice ca:
– debitul afluent pe pârâul Cușmed, măsurat la stația hidrotehnică Crișeni;
– nivelul în lac, măsurat la baraj;
– starea construcțiilor și echiapementelor hidromecanice;
– starea tehnică a albiei în aval și prognoza debitului afluent, transmisă de dispeceratul  D.A. “Apele Române” - Tg.Mureș. /6.p.6-9/

## Controlul calității apei
Se realizează unitar pe țară pentru toate acumulările permanente la care, conform regimului de exploatare, poate interveni fenomenul de eutrofizare și cuprinde:
– Supravegherea vizuală - în cadrul supravegherii vizuale permanente a acumulării se încadrează și urmărirea calității apei, fiind semnalate orice modificări legate de aspectul calitativ al apei (culoare, transparență, miros, gust, apariția unor pelicule pe suprafața apei, fenomene legate de fondul piscicol, etc.), fiind interzise orice activități în zona de protecție aferentă lacului, care pot dăuna calității apei (depozitare deșeuri, evacuări de reziduuri nocive, etc).
– Determinări periodice pe probe de apă - recoltările de probe, din acumularea BEZID, sunt organizate (conform planului anual de analize) în campanii cu caracter repetitiv, la care se pot adăuga recoltări suplimentare de probe în situații speciale (înfloriri algale, mortalitate piscicolă, poluări accidentale, etc).
Analizele biologice și fizico-chimice fiind realizate în laboratoarele de hidrobiologie și hidrochimie ale D.A. „Apele Române” - Tg.Mureș.
Recoltarea probelor se realizează pe afluenți și pe efluent, iar din lac în profile și pe paliere de adâncime reprezentative, din vara anului 1993 punctele de recoltare pe lac fiind balizate. /6.p.15/

## Morfologie și morfometrie
– caracteristicile barajului: barajul este amplasat pe valea pârâului Cușmed, la 1,5 km în amonte de confluența cu Tîrnava Mică, are o înălțime de aprox. 29 m (cota la coronament 374 mMB) și o lungime de 670 m și este executat cu o secțiune neomogenă (prismele de rezistență din aluviuni grosiere și nucleu impermeabil din argilă). Materialele de construcție au fost obținute în principal din „cariera luncă” și secundar pentru argilă, din „cariera versant drept”. /4.p.1/
– lungimea lacului: s-a determinat pe hărțile existente, valorile variind în funcție de gradul de umplere al acumulării, între 4,57 km și 6,54 km.
– lățimea lacului: funcție de gradul de umplere, lățimea maximă (bmax) a lacului Bezid, variază între 570 și 860 m, iar lățimea medie (bmed) între 403 și 489 m.
– adâncimea apei: măsurată la diferite grade de umplere și în zona de adâncime maximă (am. baraj), variază între 20 și 27 m.
– adâncimea medie (Zmed): determinată prin raportul Zmed = V/A (unde V = vol. lacului și A = sup. lui), la cota N.N.R. este de 8,15 m.
– suprafața lacului: funcție de nivelele de umplere variază între 184 și 285 ha.
– timpul teoretic de retenție a apei: sau în general timpul mediu de retenție a apei (M) derivă din raportul V/Q, unde Q = mc apă/zi și poate reprezenta media aritmetică a volumelor afluente sau efluente în raport cu lacul. Timpul teoretic de retenție a apei în acumularea BEZID, calculat la debitul mediu multianual al afluenților și pentru nivelul N.N.R., este de 202 zile.
– lungimea malului: în raport cu cota de umplere a acumulării (NNR sau NN 1%) și calculată pe baza hărților existente, variază între 12,65 km și 13,75 km.
– indicele de sinuozitate a malului (DL): definită ca raportul dintre lungimea malului (L) și circumferința unui cerc având suprafața egală cu cea a lacului respectiv (A), a dat o valoare de 2,63. /2.p.108/

## Date biologice
Trebuie menționat faptul că acumularea BEZID, alături de acumulările Izvoru Muntelui-Bicaz și Porțile de Fier I., face parte dintre singurele lacuri de acumulare, din țara noastră, care au fost studiate din punct de vedere biologic, chiar din momentul umplerii (Claudiu Tudorancea; 1998). 
- pe baza a 348 de probe biologice cantitative, recoltate din lac și afluenți, s-au realizat observații detaliate asupra instalării și a etapelor de formare a biocenozei planctonice cu începere din primul an de existență a lacului (1993).
- toate datele obținute constituie o premieră absolută atât pentru lacul BEZID cât și pentru afluenții săi.
- au fost identificate (în lac și afluenți) 191 de unități taxonomice fito și zoo-planctonice, lista lor constituind prima semnalare de acest gen pentru zona analizată.
- în lacul BEZID, pe parcursul celor trei ani analizați (1993-94-95), au fost identificate 175 de unități taxonomice, din care 113 (64,5%) organisme fitoplanctonice și 62 (35,5%) organisme zooplanctonice, lista acestora fiind o premieră absolută, rezultând o bază de date cu valoare de referință pentru lacurile de baraj nou înființate din zona colinară, precum și pentru orice cercetări ulterioare ce vor fi efectuate asupra acumulării BEZID și a afluenților săi.
- în primii 15 ani de monitorizare, în baza indicatorilor biologici, lacul Bezid s-a încadrat în categoriile ultraoligotrof și oligotrof.

## Fauna lacului
La data înființării nu s-au efectuat determinări asupra faunei ihtiologice.
Ulterior, între anii 1996-2007, s-au efectuat o serie de populări cu diferite specii de pești, acțiuni finanțate de: Direcția Apelor Mureș, AJVPS-Mureș și Asociația pescarilor sportivi din jud. Mureș. Au fost astfel introduse în lac, sub formă de alevini, juvenili sau reproducători următoarele specii: Crap, Caras, Păstrăv, Plătică, Avat, Babușcă, Roșioară, Șalău, Știucă, Biban, Amur, Novac. 

## Perspective de viitor
- înființarea lacului de acumulare BEZID a reprezentat o necesitate îndelung analizată și studiată sub toate aspectele: social, hidrologic, socio-economic, dar și din punct de vedere al dezvoltării durabile a zonelor adiacente. Realizarea lui a implicat și sacrificii deloc neglijabile, dar astfel de sacrificii sunt inerente în majoritatea cazurilor de realizare a marilor lacuri de acumulare peste tot în lume, exemplele în acest sens fiind extrem de numeroase în literatura de specialitate.
- până în prezent acumularea și-a confirmat din plin utilitatea; prin uzinarea sa controlată fiind practic eliminate inundațiile sezoniere și periodice de pe sectorul din aval de acumulare al Tîrnavei Mici.
- fiind singurul lac de acumulare din județul Mureș, lacul BEZID prezintă un real potențial pentru dezvoltarea turismului ecologic-recreativ și a pescuitului sportiv. 
- exploatarea durabilă a lacului în viitor, în conformitate cu scopurile înființării sale, dar și în folosul comunităților umane din zonă, va fi o probă a înțelepciunii din cadrul administrațiilor locale, știut fiind că foloasele economice, sociale și turistice ale unui astfel de ecosistem se pot menține pe termen lung doar prin decizii extrem de bine fundamentate din punct de vedere ecologic și economic. /3./